# Quasisplitting
Unter Quasisplitting versteht man im deutschen Familienrecht eine besondere Form des Versorgungsausgleichs. Wird die Ehe geschieden, sind die Unterschiede in der Altersversorgung der Ehegatten auszugleichen, sofern der Versorgungsausgleich nicht durch Ehevertrag ausgeschlossen ist.
Jedem Ehegatten steht die Hälfte der während der Ehe erworbenen Rentenanwartschaften und Versorgungsanwartschaften zu, da der Gesetzgeber davon ausgeht, dass diese während der Ehe auf der gemeinsamen Leistung beider Ehegatten beruhen. Dieser Gedanke ist auch Grundlage des Zugewinnausgleichs, bei dem das hinzuerworbene Vermögen im Falle der Scheidung geteilt wird.
Die Anwartschaften werden jedoch dann nicht tatsächlich geteilt (Splitting, von engl. to split: teilen), wenn der ausgleichspflichtige Ehegatte Anwartschaften als Beamter erworben hat, da die Versorgung der Beamten von der Rentenversicherung getrennt ist. Aus diesem Grund ist eine einfache Übertragung nicht möglich. In diesem Fall begründet das Familiengericht Rentenanwartschaften in Höhe der Hälfte der Differenz in der gesetzlichen Rentenversicherung neu, § 1587 b Abs. 2 BGB. Dadurch wird der Berechtigte genauso gestellt, als hätte ein Splitting stattgefunden (lat. quasi: wie).
Das Quasisplitting wird daher auch fiktive Nachversicherung genannt, da der Berechtigte so steht, als wäre er für die Zeit der Ehe versichert gewesen.